# Råda distrikt, Lidköpings kommun
Råda distrikt är ett distrikt i Lidköpings kommun och Västra Götalands län. 
Distriktet ligger väster om Lidköping. 

## Tidigare administrativ tillhörighet
Distriktet inrättades 2016 och utgörs av en del av området som Lidköpings stad omfattade fram till 1971, delen som före 1969 utgjorde Råda socken.
Området motsvarar den omfattning Råda församling hade vid årsskiftet 1999/2000.